# Andersbotjärnen
Andersbotjärnen är en sjö i Falu kommun i Dalarna och ingår i Dalälvens huvudavrinningsområde. Sjön har en area på 0,108 kvadratkilometer och ligger 364,1 meter över havet. Sjön avvattnas av vattendraget Liholsån. Vid provfiske har abborre, gädda och mört fångats i sjön.

## Delavrinningsområde
Andersbotjärnen ingår i det delavrinningsområde (674153-147694) som SMHI kallar för Utloppet av Andersbotjärnen. Medelhöjden är 400 meter över havet och ytan är 4,1 kvadratkilometer. Det finns inga avrinningsområden uppströms utan avrinningsområdet är högsta punkten. Liholsån som avvattnar avrinningsområdet har biflödesordning 6, vilket innebär att vattnet flödar genom totalt 6 vattendrag innan det når havet efter 252 kilometer. Avrinningsområdet består mestadels av skog (89 procent). Avrinningsområdet har 0,11 kvadratkilometer vattenytor vilket ger det en sjöprocent på 2,6 procent.